# 文千歲
文千歲（英語：Jacky Man Chin Shui，1940年11月8日—），原名黃富華，人稱華哥，出身於戲劇世家，是一名粵劇文武生。文千歲的妻子梁少芯是著名粵劇正印花旦，育有兩子；二叔黃千歲是粵劇耆宿。歷年來曾獲「雲雀獎」、「粵劇藝術家貢獻獎狀」、「瀟灑腔曲王」榮譽獎及「金紫荊藝術成就獎」等。

## 簡歷
文千歲早年在廣州市番禺區石樓鎮生活，曾就讀鎮上的茭塘小學。後來因為家貧而輟學，並在9歲時拜北派老師竇庭志為師，學習翻跟斗功夫。13歲轉學粵劇，得到黃滔、劉兆榮、蕭甫雲、何湘子、陳錦棠、王雪崑、李少鵬、粉菊花、梁醒波及陳鐵英各名師悉心教導，有神童之美譽。
文千歲早年曾以「若游龍」及「小千歲」為藝名，加入人之初劇團（全部藝員由4至14歲的小童組成的童班），其後於多個劇團出當副車達17年之久，之後才於黃金劇團升任正印文武生，並與梁少芯，王超群組成千歲粵劇團和千群粵劇團登台。
在1964年與梨園同行結義為異姓兄弟，組成「七兄弟」，即大哥麥先聲、二哥尤聲普、三哥陳玉郎、四哥雲展鵬、五哥潘有聲、六哥黎家寶，文千歲排行第七。
近年以富榮華粵劇團班牌演出，更與梁少芯成立「千歲粵劇研究院」「千連芯青少年粵劇團」及「芯連芯戲曲雅集」，設帳授徒。文千歲他在2006年及2007年先後帶領「千連芯青少年粵劇團」一班小演員到訪新加坡及加拿大演出。
文千歲早期擅唱陳笑風腔口，後來才逐漸建立個人風格，七十年代與風行唱片公司簽約，6年間錄製了不少曲目，灌錄粵曲唱片及盒帶共超過180多款。亦曾參與電視劇集《怒劍鳴》、《天龙诀》及電影《魂魄唔齊》等的演出。
於2009年11月8日上的生日會中，與妻子梁少芯，對外公開將會於2011年2月正式榮休，展開一連串的傳福音活動，並且於同年4月1日正式離開電影界移民美國。

## 電視劇（無綫電視）
- 1975年 民間傳奇之趙五娘 飾 蔡伯喈
- 1976年 民間傳奇之呂蒙正 飾 呂蒙正

## 電視劇（麗的電視）
- 1976年 三國春秋
- 1976年 七世姻缘
- 1977年 七武器之孔雀翎 飾 高立
- 1977年 電視人 飾 米高
- 1978年 鱷魚淚 飾 陳伯強（車行太子）
- 1978年 變色龍 飾 陳廣深
- 1978年 浣花洗劍錄 飾 公孫不智
- 1979年 天蠶變 飾 風
- 1979年 俠盜風流 飾 上官迅
- 1979年 天龍訣 飾 蕭三公子
- 1979年 怒劍鳴 飾 陸秀夫
- 1979年 沈勝衣 飾 蕭放
- 1980年 人在江湖 飾 李炳
- 1980年 風塵淚 飾 牛俊男
- 1980年 大地恩情 飾 陸榮佐
- 1980年 小小心願 飾 湯正己

## 電影
- 2002年 魂魄唔齊 飾 吉叔
- 2009年 流浪漢世界盃 飾 幫主

## 信仰
文千歲夫婦均信奉基督新教，並於2006年12月16日一同受洗。